# Centro de responsabilidade
Um centro de responsabilidade é uma unidade da organização chefiada por um gestor que é responsável pelas suas actividades.
Por outras palavras, uma unidade organizativa pode ser considerada um centro de responsabilidade se:
- é chefiada por um gestor;
- tem objetivos próprios, que orientam as suas actividades;
- o gestor tem poder de decisão sobre os recursos necessários à realização dos objetivos.

## Tipos de centro de responsabilidade
Podemos distinguir quatro diferentes tipos de centro de responsabilidade, de acordo com o tipo de controlo efetuado sobre as entradas e os resultados:

## Centro de custos
O conceito de centro de custo usado em controlo de gestão difere significativamente do conceito usado em contabilidade.
Em contabilidade, um centro de custo é um acumulador de custos, diretos ou indiretos, associados às atividade de um produto, serviço ou função. Tem como propósito fazer a imputação dos consumos ocorridos a esse produto, serviço ou função, de forma a calcular a sua "valorização".
O controlo de gestão usa o centro de custo a partir de outra perspetiva. Tem por finalidade acumular os custos decorrentes dos meios ao dispor de um gestor. O propósito é a responsabilização sobre as decisões de gastos, e não a imputação a produtos, serviços ou funções.
Mede os inputs em termos monetários, mas não faz para os outputs.
Isso acontece porque os outputs são difíceis de quantificar monetariamente. São exemplos: publicidade e promoção, ou investigação e desenvolvimento.
Podemos distinguir entre custos controláveis e custos não controláveis.
Os custos controláveis podem ser estimados e decididos com um relativo grau de realismo.
Os custos não controláveis resultam de fatores externos alheios ao poder de decisão do gestor. Apesar de indesejado, este tipo de custo é muitas vezes inevitável. Podem ser exemplos os custos derivados de devoluções, falta de qualidade, acidentes, etc.
Mas nem sempre os custos não controláveis por um gestor são de natureza fortuita. Acontece muitas vezes que são controláveis por outros gestores da organização. Por exemplo, os custos de devoluções de produtos com defeito não são controláveis por uma área de vendas, mas são controláveis pela área de produção.
É justamente neste tipo de situações que podem surgir as disfunções dos sistemas de controlo de gestão, pelo que deve haver uma preocupação em que os custos considerados sejam controláveis pelo gestor.

## Centro de proveitos
Um centro de proveitos mede monetariamente os seus outputs, mas não o faz para os seus inputs.
São usados quando o gestor é avaliado apenas pelos proveitos obtidos. Exemplos típicos disso são as áreas de vendas ou comerciais, que são avaliados pelos volumes de vendas.
Os centros de proveitos não têm imputados os custos dos produtos vendidos, pelo que não devem ter autonomia para definir os preços de venda. Devem operar usando um quadro de políticas já definidas de preços, descontos e condições de pagamento.
Um centro de proveitos pode ser transformado num centro de resultados, acrescentando-lhe a imputação dos custos dos produtos vendidos, por custo-padrão, mas isso exige que a organização desenvolva uma política de preços de transferência internos.

## Centro de resultados
Um centro de resultados é avaliado pela margem produzida. O gestor tem poder de decisão sobre os meios que afetam tanto os inputs como os outputs, e ambos conseguem ser medidos monetariamente.
Uma unidade que produz para outras unidades internas, que é tipicamente um centro de custo, pode ser convertida num centro de resultados acrescentando-lhe a valorização dos produtos ou serviços fornecidos a outras unidades. Como não existe uma venda real, esses produtos são valorizados usando preços de transferência internos, cuja forma de fixação é definida por uma política definida pela gestão.
Uma unidade gerida como centro de resultados pode funcionar quase como um negócio autónomo, e proporcionar uma motivação e empenho acrescidos para o seu gestor.
No entanto, é necessário cumprir alguns critérios para poder promover um centro a centro de resultados:
- O gestor deve ter poder de decisão e capacidade de influenciar tanto os gastos como os proveitos da unidade;
- Devem existir clientes, sejam internos ou externos, interessados nos produtos ou serviços proporcionados pela unidade;
- Os produtos ou serviços devem ter uma relevância suficiente, para que a fixação de preços de transferência interna não provoque uma redução disfuncional do seu consumo interno;
- Deve haver um equilíbrio de custo-benefício com o esforço adicional de medição dos outputs. Em centros casos, os custos associados a medir e registar o que é fornecido a cada cliente não justifica os benefícios obtidos com a gestão do centro de resultados.

## Centro de investimento
O gestor de um centro de investimento é avaliado pelos seus resultados, tendo em conta não só os custos e os proveitos, mas também os investimentos efetuados e o custo do respetivo capital.